# EAZA
유럽동물원수족관협회(the European Association of Zoos and Aquaria ,EAZA)는 1992년에 설립된 유럽 최대 규모의 지역 동물원, 수족관 협회이다.

## 역사
1985년, EAZA Ex situ Programmes(EEPs)을 시초로 1992년 EAZA가 설립되기 까지 이르렀다. EAZA의 역사

## 같이 보기
- EAZA홈페이지
- EAZA회원 분포
- EAAM(유럽수생포유류협회)